# NGC 891
NGC 891 је спирална галаксија у сазвежђу Андромеда која се налази на NGC листи објеката дубоког неба.
Деклинација објекта је + 42° 20' 50" а ректасцензија 2h 22m 33,0s. Привидна величина (магнитуда) објекта NGC 891 износи 10,1 а фотографска магнитуда 10,9. Налази се на удаљености од 10,105 милиона парсека од Сунца. NGC 891 је још познат и под ознакама UGC 1831, MCG 7-5-46, CGCG 538-52, IRAS 02195+4209, PGC 9031.